# Crassana goniana
Crassana goniana är en insektsart som beskrevs av Ball 1931. Crassana goniana ingår i släktet Crassana och familjen dvärgstritar. Inga underarter finns listade i Catalogue of Life.